# Volcano (Hawaï)
Volcano is een plaats (census-designated place) in de Amerikaanse staat Hawaï, en valt bestuurlijk gezien onder Hawaii County.

## Demografie
Bij de volkstelling in 2000 werd het aantal inwoners vastgesteld op 2231.

## Geografie
Volgens het United States Census Bureau beslaat de plaats een oppervlakte van
146,8 km², waarvan 146,8 km² land en 0,0 km² water. Volcano ligt op ongeveer 1143 m boven zeeniveau.

## Plaatsen in de nabije omgeving
De onderstaande figuur toont nabijgelegen plaatsen in een straal van 24 km rond Volcano.